# Олійник Павло Станіславович
Павло́ Станісла́вович Олі́йник (1989, Хмельницький) — український борець вільного стилю, майстер спорту України міжнародного класу.

## Біографія
Боротьбою займається з 6 років, наслідуючи старшого брата.
Закінчив середню школу № 10 Хмельницького, станом на 2013 рік — студент Кам'янець-Подільського державного університету ім. І. Огієнка.
Першим тренером з вільної боротьби був Тарадай Микола Петрович.
Переможець Кубку України 2009 року, міжнародного турніру класу «А» в Києві.
Переможець кубку України 2010 року, на Кубку світу в Москві того ж року — шосте місце.
Бронзовий призер чемпіонату Європи з боротьби 2011 року.

### 2013
У березні 2013 на чемпіонаті Європи у Тбілісі здобув золоту медаль, перемігши поляка Станіслава Скаскевича.
12 липня 2013 року на Універсіаді в Казані завоював срібну медаль у ваговій категорії до 96 кг, поступившись росіянину Абдусаламу Гадісову.

#### Чемпіонат світу
На Чемпіонаті світу з боротьбі 2013, що проходив з 16 по 22 вересня 2013 року в Будапешті (Угорщина), Павло у стартовий день змагань здобув бронзову нагороду у ваговій категорії до 96 кг.
Павло на шляху до п'єдесталу переміг чеха Вратіслава Чотаса і болгарина Любена Ілієва з однаковим рахунком 7:0, молдаванина Миколу Чебана — 5:2. У сутичці за третє місце борець взяв гору над грузином Дато Керашвілі (9:2).
Протягом турніру Олійник зазнав лише однієї поразки — від іранця Рези Яздані, який захистив титул чемпіона світу. «Срібло» у цій вазі дісталося Хетагу Газюмову з Азербайджану.

## Спортивні результати на міжнародних змаганнях

### Виступи на Чемпіонатах світу
| Змагання                        | Збірна  | Вагова категорія          | Місце  |
| ------------------------------- | ------- | ------------------------- | ------ |
| Чемпіонат світу з боротьби 2013 | Україна | вільна боротьба, до 96 кг | Бронза |
| Чемпіонат світу з боротьби 2015 | Україна | вільна боротьба, до 97 кг | Бронза |
| Чемпіонат світу з боротьби 2017 | Україна | вільна боротьба, до 97 кг | 11     |

### Виступи на Чемпіонатах Європи
| Змагання                         | Збірна  | Вагова категорія          | Місце  |
| -------------------------------- | ------- | ------------------------- | ------ |
| Чемпіонат Європи з боротьби 2010 | Україна | вільна боротьба, до 96 кг | 10     |
| Чемпіонат Європи з боротьби 2011 | Україна | вільна боротьба, до 96 кг | Бронза |
| Чемпіонат Європи з боротьби 2013 | Україна | вільна боротьба, до 96 кг | Золото |
| Чемпіонат Європи з боротьби 2014 | Україна | вільна боротьба, до 97 кг | 5      |

### Виступи на Кубках світу
| Змагання                    | Збірна  | Вагова категорія          | Місце |
| --------------------------- | ------- | ------------------------- | ----- |
| Кубок світу з боротьби 2010 | Україна | вільна боротьба, до 96 кг | 4     |
| Кубок світу з боротьби 2014 | Україна | вільна боротьба, до 97 кг | 4     |

### Виступи на інших змаганнях
| Змагання                                       | Збірна  | Вагова категорія          | Місце  |
| ---------------------------------------------- | ------- | ------------------------- | ------ |
| Київський Міжнародний турнір з боротьби 2012   | Україна | вільна боротьба, до 96 кг | 9      |
| Турнір Чорного моря 2012                       | Україна | вільна боротьба, до 96 кг | Бронза |
| Інтерконтинентальний кубок з боротьби 2012     | Україна | вільна боротьба, до 96 кг | Бронза |
| Вогні Москви 2012                              | Україна | вільна боротьба, до 96 кг | Бронза |
| Гран-прі «Іван Яригін» 2013                    | Україна | вільна боротьба, до 96 кг | 12     |
| Київський Міжнародний турнір з боротьби 2013   | Україна | вільна боротьба, до 96 кг | Бронза |
| Літня Універсіада 2013                         | Україна | вільна боротьба, до 96 кг | Срібло |
| Меморіал Вацлава Циолковського 2013            | Україна | вільна боротьба, до 96 кг | Срібло |
| Золотий Гран-прі з боротьби 2013 (Баку)        | Україна | вільна боротьба, до 96 кг | Бронза |
| Кубок Тахті 2014                               | Україна | вільна боротьба, до 97 кг | Бронза |
| Турнір Алі Алієва 2014                         | Україна | вільна боротьба, до 97 кг | 5      |
| Золотий Гран-прі з боротьби 2014 (Баку)        | Україна | вільна боротьба, до 97 кг | 5      |
| Інтерконтинентальний кубок з боротьби 2014     | Україна | вільна боротьба, до 97 кг | 5      |
| Гран-прі Парижа з боротьби 2015                | Україна | вільна боротьба, до 97 кг | Бронза |
| Турнір Олександра Медведя 2015                 | Україна | вільна боротьба, до 97 кг | 5      |
| Турнір Степана Саргісяна 2015                  | Україна | вільна боротьба, до 97 кг | Срібло |
| Всесвітні ігри військовослужбовців 2015        | Україна | вільна боротьба, до 97 кг | Бронза |
| Золотий Гран-прі з боротьби 2015               | Україна | вільна боротьба, до 97 кг | Бронза |
| Pro Wrestling League 2015                      | Україна | команда                   | 4      |
| Київський Міжнародний турнір з боротьби 2016   | Україна | вільна боротьба, до 97 кг | Срібло |
| Турнір міста Сассарі 2016                      | Україна | вільна боротьба, до 97 кг | 5      |
| Pro Wrestling League 2017                      | Україна | команда                   | Бронза |
| Міжнародний меморіал Дейва Шульца 2017         | Україна | вільна боротьба, до 97 кг | Срібло |
| Київський Міжнародний турнір з боротьби 2017   | Україна | вільна боротьба, до 97 кг | 19     |
| Меморіал Іона Корнеану і Ладислава Сімона 2017 | Україна | вільна боротьба, до 97 кг | Бронза |

### Виступи на змаганнях молодших вікових груп
| Змагання                                       | Збірна  | Вагова категорія          | Місце  |
| ---------------------------------------------- | ------- | ------------------------- | ------ |
| Чемпіонат світу з боротьби серед юніорів 2007  | Україна | вільна боротьба, до 84 кг | 7      |
| Чемпіонат Європи з боротьби серед юніорів 2008 | Україна | вільна боротьба, до 84 кг | 8      |
| Чемпіонат світу з боротьби серед юніорів 2008  | Україна | вільна боротьба, до 84 кг | 18     |
| Чемпіонат Європи з боротьби серед юніорів 2009 | Україна | вільна боротьба, до 96 кг | Бронза |
| Чемпіонат світу з боротьби серед юніорів 2009  | Україна | вільна боротьба, до 96 кг | 8      |
| Чемпіонат Європи з боротьби серед кадетів 2006 | Україна | вільна боротьба, до 76 кг | Срібло |

## Нагороди
25 липня 2013 року нагороджений орденом Данила Галицького.